# Kulltjärnen (Överhogdals socken, Härjedalen, 690962-144987)
Kulltjärnen är en sjö i Härjedalens kommun i Härjedalen och ingår i Ljusnans huvudavrinningsområde. Sjön har en area på 0,437 kvadratkilometer och ligger 308,2 meter över havet.

## Delavrinningsområde
Kulltjärnen ingår i det delavrinningsområde (690962-145013) som SMHI kallar för Utloppet av Kulltjärnen. Medelhöjden är 331 meter över havet och ytan är 4,55 kvadratkilometer. Det finns inga avrinningsområden uppströms utan avrinningsområdet är högsta punkten. Vattendraget som avvattnar avrinningsområdet har biflödesordning 3, vilket innebär att vattnet flödar genom totalt 3 vattendrag innan det når havet efter 232 kilometer. Avrinningsområdet består mestadels av skog (83 procent). Avrinningsområdet har 0,43 kvadratkilometer vattenytor vilket ger det en sjöprocent på 9,5 procent.